# Félix Peña
Félix Ricardo Peña (né le 25 février 1990 à San Pedro de Macorís en République dominicaine) est un lanceur droitier des Mets de New York de la Ligue majeure de baseball.

## Carrière
Félix Peña signe son premier contrat professionnel en mars 2009 avec les Cubs de Chicago. Il fait ses débuts dans le baseball majeur avec les Cubs le 19 août 2016.